# Association du football argentin

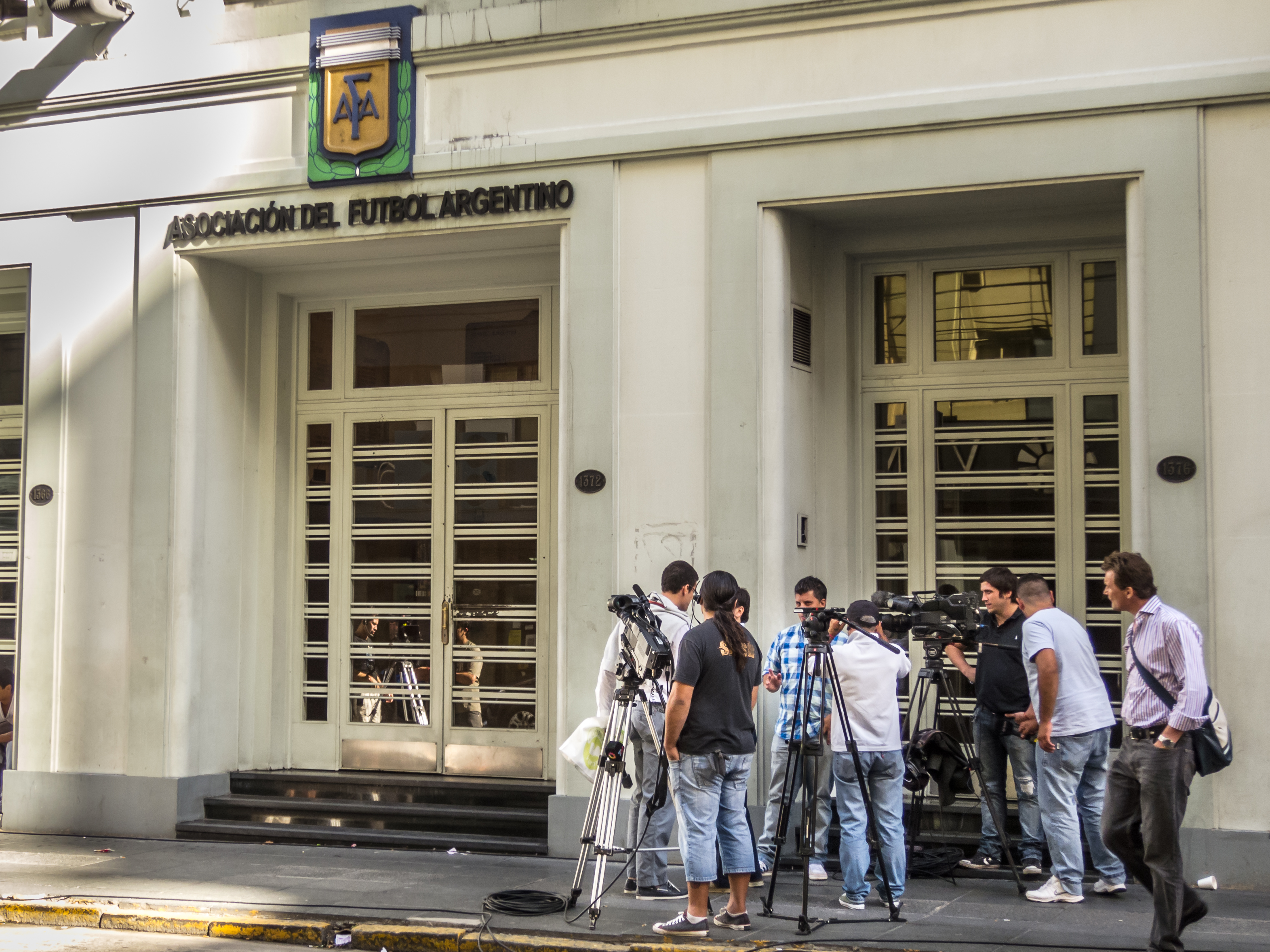

Pour les articles homonymes, voir AFA.
L'association du football argentin (Asociación del Fútbol Argentino (es) AFA) est une association regroupant les clubs de football d'Argentine et organisant les compétitions nationales et les matchs internationaux de la Sélection d'Argentine.

## Histoire
L'Association du Football Argentin est la plus ancienne du continent américain et la huitième au monde. Le football dans ce pays a non seulement été le pionnier de l'organisation en Amérique, mais en 1912, il est également devenu le premier du continent à rejoindre la FIFA, l'organe directeur de ce sport au niveau universel.
En 1840, le sport qui deviendra plus tard le favori de toute l'Argentine, le football, arrive par le port de Buenos Aires. Les Britanniques - Anglais, Écossais et Irlandais - cherchaient une vie meilleure en Amérique et ont apporté avec eux quelque chose à faire pendant leur temps libre, jouer au football avec une vessie de vache comme ballon et quelques pierres pour marquer les arches. La construction de chemins de fer en Argentine a conduit à l'arrivée de plus de Britanniques qui ont formé des colonies et fondé des écoles pour l'éducation de leurs enfants, dans lesquelles le sport était obligatoire.
Le 20 juin 1867, le premier match de football a été joué en Argentine. Le décor était le Buenos Aires Cricket Club, dans les Bosques de Palermo, à proximité du site où se trouve le Planétarium. Un groupe de passionnés dirigé par les frères Thomas et James Hogg a décidé en mai d'inviter, par le biais d'une annonce dans le journal The Standard, à une réunion pour promouvoir la pratique du football. C'est ainsi que le 9 du même mois le Buenos Aires Football Club a été fondé et le match entre les colorados et les blancs a été organisé: le premier a gagné 4-0, dans un match qui a débuté à 12h30 et s'est terminé 2 heures de plus. en retard. Thomas Hogg, ravi, a pontifié que "c'est le meilleur passe-temps, le plus facile et le moins cher pour les jeunes de la classe moyenne et pour le peuple", mais en attendant, seuls les Britanniques l'ont joué dans leurs clubs exclusifs.
L'un d'eux, l'Écossais Alejandro Watson Hutton, apportait dans ses valises des articles qui n'étaient pas tarifés à la douane et qui créaient de la confusion: ballons de foot et gonfleurs. Né à Glasgow, diplômé en sciences humaines de l'Université d'Édimbourg, il débarque en 1882 pour prendre la direction du Saint Andrew's College. Là, il a implanté la pratique sportive et la culture physique. L'intérêt pour le football s'est développé parmi les étudiants mais les relations de Hutton avec les autorités scolaires se sont détériorées. Ce fait le conduit à s'éloigner de l'établissement et à fonder le Buenos Aires English High School, base du mythique Alumni Athletic Club.
La première Ligue argentine de football d'association était chargée d'organiser, en 1891, le premier championnat de football qui se jouait à Buenos Aires. Le président de cette association était F. L. Wooley. Le titre était partagé par Saint Andrew's y Old Caledonians. Les autres équipes qui ont participé étaient le Buenos Aires Football Club, Buenos Aires and Rosario Railway, le Belgrano Football Club et le Hurlingham Football Club. Mais cette ligue fut de très courte durée, car elle ne bénéficiait pas du soutien de l'important club des Quilmes Rowers ou du principal promoteur du football en Argentine: le professeur Watson Hutton, considéré comme «le père du football argentin».
Après la disparition de cette ligue de football d'association argentine en 1891, et après la parenthèse de 1892, le 21 février 1893, la ligue de football de l'association argentine homonyme a été fondée, par Alexander Watson Hutton, et les représentants de Quilmes Rovers, Buenos Aires Railway, Buenos Aires English High School Athletic (qui deviendront plus tard Alumni), Lomas Athletic et Flores Athletic. Son siège, qui a ensuite déménagé à Calle Del Temple (maintenant Viamonte), à quelques pâtés de maisons de l'endroit où il se trouve actuellement, était situé au Venezuela 1230. Là, les bases du championnat qui a été joué la même année et qui avait Lomas Athlétic comme vainqueur.
La première commission était composée de :
Président : Alejandro Watson Hutton
Vice-président : B. Guy
Trésorier : F. Webb
Secrétaire : A. Lamont
Membres : F. Syngleton, W. Reynolds, E. Morgan, G. Bridges, W. Rudd et B. Syers.
Le 16 juin 1904, le Président de la Nation, Julio Argentino Roca, fut le premier président à assister à un match de football en Argentine. Le match était Alumni contre Southampton, une équipe anglaise qui était en tournée à Buenos Aires.
Plus tard, en raison de la croissance explosive des clubs de football, il y a eu d'innombrables controverses entre clubs et associations. C'est ainsi qu'avec la création d'entités dissidentes, des tournois parallèles ont eu lieu entre 1912 et 1914 et entre 1919 et 1926. Au cours de la première période mentionnée, la Fédération argentine de football a émergé et, après quelques années de trêve entre 1915 et 1926. En 1918, l'Asociación Amateurs de Football a été créée, qui à la fin de 1926 a été réunie avec l'entité officielle, à l'époque appelée Asociación Argentina de Football, et la nouvelle entité a été rebaptisée Asociación Amateurs Argentina de Football. Après de longues et dures controverses, le 10 mai 1931 lors d'une réunion à laquelle participèrent les représentants des clubs : Atlanta, Argentinos Juniors, Boca Juniors, Chacarita Juniors, Estudiantes de La Plata, Ferro Carril Oeste, Gimnasia y Esgrima La Plata, Huracán, Independiente, Lanús, Platense, Quilmes, Racing Club, River Plate, San Lorenzo, Talleres (RdE), Tigre et Vélez Sarsfield, il a été décidé de fonder la Ligue argentine de football, qui a blanchi le professionnalisme de l'activité, jusque-là sous couverture . Le 31 mai, l'ère du championnat professionnel a commencé avec 18 équipes. Trois ans et demi plus tard, à la fin de 1934, l'organisation subit une nouvelle restructuration, avec la fusion de la Ligue argentine avec l'Association argentine de football (amateurs et professionnels) - nom de l'entité officielle depuis juin 1931 - pour former l'Association du football argentin, qui a organisé son premier tournoi en 1935 et continue à ce jour.
Quoi qu'il en soit, en 1946 un nouveau changement a eu lieu, mais cette fois idiomatique: il s'est fait appeler castillan et il a été rebaptisé "Asociación del Fútbol Argentino".

## Logo

Le logo actuel de l'Association du Football Argentin contient l'acronyme de l'entité, ainsi que trois étoiles au-dessus de celle-ci, représentant ses trois championnats du monde remportés.

## Organes
Selon le statut approuvé le 24 février 2017 et modifié le 19 mai 2020, les organes de l'AFA sont:
- L'Assemblée : c'est la réunion à laquelle tous les membres sont convoqués et constitue l'autorité législative. Il est composé de 46 délégués (22 du Primera División, 6 du Primera B Nacional, 5 du Primera B, 2 du Primera C, 1 du Primera D, 2 du Torneo Fédéral A, 5 des Ligues Régionales, 1 du Championnat Féminin, 1 pour le futsal et le beach soccer; et 1 pour les ex-arbitres, ex-joueurs et ex-entraîneurs) qui peuvent être présidents ou vice-présidents des clubs, avec droit à une voix. Il a le pouvoir d'approuver les statuts et règlements, d'élire ou de révoquer les membres du Comité exécutif, du Comité électoral et de la Commission de surveillance; approuver le rapport, les bilans et le budget. L'Assemblée prend des décisions lorsque plus de 50% des délégués sont présents. Les décisions sont approuvées à la majorité absolue, sauf pour les réformes des statuts, pour lesquelles 3/4 parties sont nécessaires.
- Le Comité Exécutif : Il est composé d'un président et de 14 membres titulaires (plus 8 suppléants) qui représentent les clubs affiliés. Ses principales tâches sont: l'interprétation et l'application des réglementations; gérer les affiliations aux clubs; administrer l'AFA et la représenter en matière administrative ou judiciaire; nommer des arbitres et prendre des mesures conformément aux propositions du Collège des arbitres; maintenir les relations internationales du football argentin; autoriser ou non les transferts de joueurs.
- Les Commissions permanentes et spéciales : Finances; Organisateur de concours, technique et développement; des arbitres; des affaires juridiques; Soccer féminin; Soccer pour enfants et jeunes; Le futsal et le beach soccer; du Statut du Joueur; Esprit sportif, responsabilité sociale et durabilité; Équipes nationales; du marketing et de la télévision.
- La Direction générale exécutive, chargée des travaux administratifs (mettre en œuvre les décisions de l'Assemblée, superviser la comptabilité, entretenir les relations avec les autres institutions et contrôler le personnel).
- Les organes juridictionnels (Tribunal disciplinaire, Cour d'éthique et Cour d'appel).
- L'organisme d'agrément des clubs.
- La Commission électorale, chargée de l'organisation et de la supervision des élections.
- La Commission de Surveillance, chargée de se conformer aux finances et aux questions juridiques des clubs et de l'AFA elle-même.
- Le Conseil Fédéral du Football Argentin (CFFA) : est chargé de diriger le football à l'intérieur du pays, qui compte plus de 250 ligues, auxquelles participent quelque 400 000 joueurs de plus de 3 500 clubs, considérés comme indirectement affiliés à l'AFA . Il organise le Torneo Fédéral A et le Torneo Regional Federal, voies d'accès aux championnats des catégories les plus élevées; et les étapes préliminaires correspondant auxdites équipes de la Coupe d'Argentine.
- La "Liga Profesional de Fútbol Argentino", chargée de la gestion de la Primera División.

## Tournois organisés
Les équipes de football argentines sont divisées en deux grands groupes, les clubs directement affiliés à l'AFA et les clubs indirectement affiliés à l'AFA.
Le premier regroupe environ 88 clubs directement affiliés à l’AFA. Ces clubs s'affrontent dans un championnat à trois niveaux comme voie de promotion de ces équipes au Primera B Nacional (deuxième division argentine). Tous ces clubs sont concentrés dans la ville de Buenos Aires, le Grand Buenos Aires et les villes de Rosario, Santa Fe, La Plata, Zárate, Campana, Junín, Luján, General Rodríguez, Cañuelas, Pilar et Mercedes.
Le second regroupe comprend plus de 3 500 clubs du pays ne sont pas directement affiliés à l'AFA mais à une des 250 Ligues régionales, sous la supervision du Conseil Fédéral du Football Argentin (CFFA), un organe interne de l'Association du Football Argentin (AFA). Les clubs de ces ligues régionales participent un championnat à deux niveaux qui servent de voie de promotion pour ces équipes à la Primera B Nacional (deuxième division argentine), qui rassemble des clubs des deux types d'organisation au niveau national.
La Primera B Nacional (deuxième division argentine) sert de réservoir à la Primera División (championnat argentin de première division), le transfert des clubs d’une division vers l’autre se fait selon un système annuel de promotion / relégation.

## Titres en équipe nationale
Mondial
- 3 - Coupe du Monde de la FIFA : 1978, 1986 et 2022.
- 1 - Coupe FIFA des Confédérations : 1992.
- 6 - Coupe du Monde des moins de 20 ans : 1979, 1995, 1997, 2001, 2005 et 2007.
- 2 - Coupe des champions CONMEBOL–UEFA : 1993 et 2022.
- 4 - Jeux Olympiques :
  -  2004 et 2008.
  -  1928 et 1996.

Panaméricains
- 1 - Championnat Panaméricain : 1960.
- 7 - Jeux Panaméricains : 1951, 1955, 1959, 1971, 1995, 2003 et 2019.

Amérique du Sud
- 16 - Copa América : 1921, 1925, 1927, 1929, 1937, 1941, 1945, 1946, 1947, 1955, 1957, 1959, 1991, 1993, 2021 et 2024.
- 5 - Championnat Sud-Américain des moins de 23 ans : 1960, 1964, 1980, 2004 et 2020.
- 5 - Championnat Sud-Américain des moins de 20 ans : 1967, 1997, 1999, 2003 et 2015.
- 4 - Championnat Sud-Américain des moins de 17 ans : 1985, 2003, 2013 et 2019.
- 1 - Championnat Sud-Américain des moins de 15 ans : 2017.
- 2 - Jeux Sud-américains : 1982 et 1986.

## Présidents
Le président représente légalement l'AFA. Ses attributions: exécuter les décisions de l'Assemblée et du Comité exécutif par l'intermédiaire du secrétariat général, assurer le fonctionnement des organes internes, superviser les travaux de la direction générale exécutive, les relations avec les membres, la FIFA et la Conmebol, nomme le directeur général et le directeur financier, préside l'Assemblée et le Comité exécutif et passe les accords. Pour être président, vous devez être argentin et résider sur le territoire national, avoir été président ou vice-président d'un club ou d'une ligue pendant trois des sept dernières années, ne pas avoir été condamné avec un jugement définitif sur une affaire pénale et présenter un affidavit chaque année. En cas de vacance, il est remplacé par le premier vice-président.
Les élections des membres du Comité exécutif sont organisées par des listes de candidats composées d'au moins une femme, un président, trois vice-présidents, onze membres et huit suppléants. Pour être élu, il faut plus de 50% des suffrages valablement exprimés par l'Assemblée ou une majorité simple entre les deux listes les plus votées. Avant l'élection, ils doivent se soumettre à un test d'aptitude par la Cour d'éthique. Le mandat dure quatre ans avec la possibilité de deux réélections directes, en supposant le jour même de leur élection.
Liste historique
| N.°  | Président                  | Mandat             |
| ---- | -------------------------- | ------------------ |
| 1.°  | Alejandro Watson Hutton    | 1893 - 1897        |
| 2.°  | Alfredo P. B. Boyd         | 1897 - 1899        |
| 3.°  | Charles Wibberley          | 1899 - 1900        |
| 4.°  | Francis Chevallier Boutell | 1900 - 1906        |
| 5.°  | Florencio Martínez de Hoz  | 1906 - 1907        |
| 6.°  | Emilio Hansen              | 1907 - 1909        |
| 7.°  | Hugo Wilson                | 1909 - 1915        |
| 8.°  | Adolfo Orma                | 1915 - 1918        |
| 9.°  | Ricardo C. Aldao           | 1918 - 1919        |
| 10.° | Federico Luzio             | 1919 - 1921        |
| 11.° | Benjamín Toulouse          | 1921 - 1922        |
| 12.° | Aldo Cantoni               | 1922 - 1924        |
| 13.° | Virgilio Tedín Uriburu     | 1924 - 1926        |
| 14.° | Natalio Botana             | 1926               |
| 15.° | Aldo Cantoni               | 1926 - 1927        |
| 16.° | Adrián Beccar Varela       | 1927 - 1929        |
| 17.° | Juan Pignier               | 1929 - 1932        |
| 18.° | Carlos P. Anesi            | 1932               |
| 19.° | Silvio J. Serra            | 1932 - 1933        |
| 20.° | José A. Claise             | 1933 - 1934        |
| 21.° | Alejandro Ruzo             | 1934               |
| 22.° | Tiburcio Padilla           | 1934 - 1935        |
| 23.° | Ernesto F. Malbec          | 1935 - 1936        |
| 24.° | Ángel Molinari             | 1936 - 1937        |
| 25.° | Eduardo Sánchez Terrero    | 1937 - 1939        |
| 26.° | Adrián C. Escobar          | 1939 - 1941        |
| 27.° | Ramón Castillo             | 1941 - 1943        |
| 28.° | Jacinto C. Armando         | 1943 - 1944        |
| 29.° | Agustín Nicolás Matienzo   | 1944 - 1945        |
| 30.° | Eduardo Ávalos             | 1945 - 1946        |
| 31.° | Pedro Canaveri             | 1946 - 1947        |
| 32.° | Oscar Nicolini             | 1947 - 1949        |
| 33.° | Cayetano Giardulli (h.)    | 1949               |
| 34.° | Valentín Suárez            | 1949 - 1953        |
| 35.° | Domingo Peluffo            | 1953 - 1955        |
| 36.° | Cecilio Conditi            | 1955 - 1955        |
| 37.° | Arturo A. Bullrich         | 1955 - 1956        |
| 38.° | Raúl H. Colombo            | 1956 - 1965        |
| 39.° | Francisco A. Perette       | 1965 - 1966        |
| 40.° | Valentín Suárez            | 1966 - 1968        |
| 41.° | Armando Ramos Ruiz         | 1968 - 1969        |
| 42.° | Aldo J. Porri              | 1969               |
| 43.° | Oscar L. Ferrari           | 1969               |
| 44.° | Juan Martín Oneto Gaona    | 1969 - 1971        |
| 45.° | Raúl D'Onofrio             | 1971 - 1973        |
| 46.° | Horacio E. Bruzzone        | 1973               |
| 47.° | Baldomero M. Gigán         | 1973 - 1974        |
| 48.° | Fernando R. Mitjans        | 1974               |
| 49.° | David L. Braccuto          | 1974 - 1976        |
| 50.° | Ernesto A. Wiedrich        | 1976               |
| 51.° | Alfredo Francisco Cantilo  | 1976 - 1979        |
| 52.° | Julio Humberto Grondona    | 1979 - 2014        |
| 53.° | Luis Segura                | 2014 - 2016        |
| 54.° | Armando Pérez              | 2016 - 2017        |
| 55.° | Claudio Fabián Tapia       | 2017 - en fonction |

## Galerie de la renommée
La Galería de la Fama est le « temple de la renommée » du football argentin. Il apparaît sur le site Internet de l'AFA en 2008 et comprend 24 joueurs :
1. Diego Maradona
2. Federico Sacchi
3. Félix Loustau
4. Antonio Sastre
5. Hugo Gatti
6. René Houseman
7. Carlos Bianchi
8. Ernesto Grillo
9. Norberto Méndez
10. Rinaldo Fioramonte Martino
11. Angel Labruna
12. Ricardo Bochini
13. Jorge Burruchaga
14. Mario Kempes
15. Silvio Marzolini
16. Omar Sivori
17. Ubaldo Fillol
18. Daniel Passarella
19. Natalio Agustín Pescia
20. Amadeo Carrizo
21. Diego Simeone
22. Américo Tesorieri
23. Gabriel Batistuta
24. Bernabé Ferreyra